# Hahnia flagellifera
Hahnia flagellifera är en spindelart som beskrevs av Zhu, Chen och Yu-hua Sha 1989. Hahnia flagellifera ingår i släktet Hahnia och familjen panflöjtsspindlar. Inga underarter finns listade i Catalogue of Life.